# 眞藤邦彦
眞藤 邦彦（しんどう くにひこ、1953年5月4日 - ）は、広島県出身のサッカー指導者（JFA 公認S級コーチ）。現職は日本サッカー協会 (JFA) インストラクター。

## 来歴
1976年に日本体育大学体育学部体育学科を卒業後、広島市立中学校で6年間教員として勤務、その後広島市立沼田高等学校・広島市立広島工業高等学校に教員として勤務、サッカー部で指導を行った。1997年にJFA 公認S級コーチライセンスを取得。
2003年4月より3年間、広島市教育委員会付のままサンフレッチェ広島へ派遣され、育成組織（アカデミー）で活動。2004年から2年間は強化部育成部長として活動した。2006年4月から3年間はJFAに派遣され、JFA技術委員・Jリーグ技術委員を務めながらJFA指導者養成プログラムで要職を務めた。2009年に広島市に復職し市立沼田高校で1年間勤務の後、2010年4月に広島文教女子大学（現・広島文教大学）教養教育部准教授に就任（2012年からは特任教授）。広島文教女子大での教鞭と並行してサンフレッチェの他、和歌山県国体女子チーム・FC今治でアドバイザーを務め、2015年6月にはレノファ山口FCのアカデミーダイレクター兼トップチームアシスタントコーチに就任した。
2019年3月限りで広島文教女子大学を離れ、2020年からはJFAインストラクターとして活動している。

## 主な経歴
- 1976年 - 2010年 広島市教育委員会（中学校・高等学校教員）
  - 2003年 - 2006年 サンフレッチェ広島（広島市から派遣）
    - 2003年 アカデミースタッフ
    - 2004年 - 2006年 強化部育成部長

  - 2006年 - 2009年 日本サッカー協会専属（広島市から派遣）
    - 2006年 - 2009年 JFA指導者養成チーフ兼ナショナルトレセンコーチ中国地域担当（2006年-2008年はチーフ）
    - 2006年 - 2010年 JFA技術委員

  - 2009年 - 2010年 広島市立沼田高等学校教員
- 2010年 - 2019年 広島文教女子大学
  - 2010年 - 2012年 教養教育部准教授
  - 2012年 - 2012年 教養教育部特任教授
    - 2014年 - 2015年 サンフレッチェ広島アカデミーアドバイザー、和歌山県国体女子チームアドバイザー
    - 2015年 - 2018年 FC今治アドバイザー（2017年からはトップチームアシスタントコーチ兼務）
    - 2015年 - 2017年 レノファ山口FCアカデミーダイレクター兼トップチームアシスタントコーチ
    - 2018年 -  高知県サッカー協会アシスタントコーチ、広島県体育協会指導者養成委員会副委員長
- 2020年 - 日本サッカー協会インストラクター

## 参考資料
- 元暴走族サッカーチームの指導 - ウェイバックマシン（2004年8月10日アーカイブ分） （中国新聞）
- 教練講師 眞藤　邦彦 (PDF)  - 中華民国蹴球協会